# Juvenal Ormachea Soto
Juvenal Ormachea Soto es un político peruano. Fue alcalde del distrito de Ccatca entre 2003 y 2006. Actualmente ocupa el cargo de consejero regional del Cusco por la provincia de Quispicanchi.
Nació en el distrito de Ccatca, provincia de Quispicanchi, departamento del Cusco, el 2 de mayo de 1953. En 1977 obtuvo el título de Agrónomo en la Universidad Nacional San Antonio Abad del Cusco. 
Su primera participación política fue en las elecciones de 1980 cuando fue candidato de Acción Popular a una regiduría del distrito de Kosñipata en la provincia de Paucartambo, departamento del Cusco, sin obtener la elección. Luego participó en las elecciones municipales de 1998 como candidato a alcalde del distrito de Ccatca por el movimiento fujimorista Vamos Vecino sin obtener la elección que recién logró en las elecciones municipales del 2002. Luego de su gestión como alcalde de Ccatca se presentó a las elecciones regionales del 2018 como candidato del partido Democracia Directa por la provincia de Quispicanchi obteniendo la elección con el 27.745% de los votos.